# Один з нас (фільм, 1970)
«Один з нас» (рос. «Один из нас») — радянський військовий художній фільм 1970 року, знятий режисером Геннадієм Полокою на кіностудії «Мосфільм».
Фільм вийшов в прокат в УРСР у 1970 році з українським дубляжем від Кіностудії Довженка. Станом на 2020 український дубляж фільму досі не знайдено та не відновлено.

## Сюжет
Квітень 1941 року. Згідно з розвідданими, отриманими чекістами, німецька диверсійна група планує підірвати один з оборонних заводів Москви. Щоб з'ясувати плани диверсантів, що працюють під заступництвом німецького посольства, НКВС направляє на завод одного зі своїх найкращих співробітників Сергія Бірюкова. Він знаходить контакт з німецьким агентом Келлером і дізнається, що вибух призначено на 21 червня.

## У ролях
- Георгій Юматов — Сергій Бірюков, він же співробітник оборонного заводу Микола Петров
- Дмитро Масанов — Олексій Сивий, співробітник НКВС
- Валентин Грачов — Іван Громов, співробітник НКВС
- Микола Гринько — Зігфрід Келлер, співробітник абверу, озвучення — В'ячеслав Тихонов
- Федір Нікітін — Франц Редігер, німецький дипломат
- Ігор Дмитрієв — Отто Брайер
- Аркадій Толбузін — Віктор Олександрович Степанов, адвокат, зрадник і німецький шпигун
- Тамара Сьоміна — Таня, німецька шпигунка
- Ірина Короткова — Зіна, секретар директора заводу
- Микола Граббе — «Довбня», Морда ящиком, руки — крюки
- Іван Рижов — Пантелеймон Ксенофонтович Осипов, вохровец на складі, ворог з «колишніх»
- Людмила Гурченко — Клава Овчарова
- Тетяна Конюхова — співробітниця НКВС
- Людмила Шагалова — Муся, випадкова знайома «вантажника»
- Валентин Брилєєв — працівник спеццеху заводу В. Брилєєв
- Ігор Бєзяєв — Іванов, працівник спеццеху заводу
- Олександр Гречаний — начальник відділу кадрів, в титрах як В. Гречанний
- Елла Некрасова — Матильда Гапоненко
- Олексій Нагорний — епізод
- Олександр Смирнов — Шуленберг
- Яків Бєлєнький — громадянин в черзі
- А. Юр'єв — продавець м'ясного відділу, в титрах як В. Юр'єв
- Віктор Колпаков — епізод
- Юрій Боголюбов — військовий, знайомий Зіни
- Муза Крепкогорська — профспілкова активістка
- Еммануїл Геллер — букініст
- Микола Конюшев — епізод
- Борис Яковлєв — епізод, знімався директор картини
- Н. Федотова — епізод
- Т. Алхімова — епізод
- Сергій Юртайкін — епізод
- Н. Морозова — епізод
- Олеся Іванова — жінка на танцях, в титрах — О. Іванова
- Ель Трактовенко — епізод, в титрах як Л. Трактовенко
- Валентин Пєчніков — епізод
- Джильда Мажейкайте — Матильда Гафоненко, співачка в ресторані «Савой»
- В. Орлов — епізод
- Ірина Колпакова — Кітрі, в партії з балету «Дон Кіхот»
- Валерій Панов — Базиль в партії з балету «Дон Кіхот»
- Шавкат Газієв — Сулейман, боєць ВОХРу на складі (немає в титрах)
- Вікторія Чаєва — секретар (немає в титрах)
- Микола Романов — доглядач музею, (немає в титрах)
- Микола Сморчков — прикордонник на стадіоні (немає в титрах)
- Герман Качин — тренер кінної секції товариства «Харчовик» (Немає в титрах)